# Saropogon mofidii
Saropogon mofidii är en tvåvingeart som beskrevs av Abbassian-lintzen 1964. Saropogon mofidii ingår i släktet Saropogon och familjen rovflugor. Inga underarter finns listade i Catalogue of Life.